# Stazione di Changdong
La stazione di Changdong (창동역 - 倉洞驛, Changdong-yeok) è una stazione ferroviaria di Seul situata sulla linea Gyeongwon e servita dalla linea 1 della metropolitana di Seul. Si trova nel quartiere di Nowon-gu, a nord-est del centro della capitale sudcoreana.

## Linee e servizi
Korail
● Linea 1 (ufficialmente, linea Gyeongwon) (Codice: 116)
 Seoul Metro
● Linea 4 (Codice: 412)

## Struttura
La stazione è costituita da uno scalo in superficie per la linea 1 e dei marciapiedi su viadotto per la linea 4. Il mezzanino è in comune per entrambe le infrastrutture, e sono presenti due distinte aree tornelli in comune, una a est e una a ovest.

### Stazione Korail
La linea 1 della metropolitana, gestita dalla Korail, è in superficie e possiede due marciapiedi a isola con quattro binari totali.
| 1-2 | ■ Linea Gyeongwon | per Oido, Uijeongbu, Dongducheon e Soyosan       |
| 3-4 | ● Linea 1         | per Cheongnyangni, Seul, Yongsan, Guro e Incheon |

### Stazione metropolitana
I binari della linea 4 sono posti su viadotto, sopra la linea 1, con due marciapiedi laterali e porte di banchina.
| 1 | ● Linea 4 | per Nowon, Sanggye e Danggogae                       |
| 2 | ● Linea 4 | per Dongdaemun, Seul, Sadang, Gwacheon, Ansan e Oido |

## Stazioni adiacenti
| «         | Servizio | »         |
| Linea 1   | Linea 1  | Linea 1   |
| --------- | -------- | --------- |
| Banghak   | Locale   | Nokcheon  |
| Gwangudae | Espresso | Dobongsan |
| Linea 4   |          |           |
| Ssangmun  | Locale   | Nowon     |